# 藤原圣子
藤原聖子（ふじわら の きよこ、1122年（保安3年）—1182年1月10日（養和元年十二月初四）），平安末期后妃。崇德天皇中宮、近卫天皇養母、女院。院号皇嘉門院。
太政大臣藤原忠通長女、母藤原宗子（权大納言藤原宗通之女）。大治三年（1128年），敘從三位。四年（1129年），為女御。五年（1130年）二月，立為中宮。後冷泉天皇四條后藤原寬子之後，執政之女没有為后之人，已经八十年。藤原聖子立為中宮，時人以為藤原中興。聖子患腹脹，以為有孕。到產月，修法祈禱，既而水出復常。遂無子，養近衛天皇为子。近衛天皇即位，尊為皇太后。久安六年（1150年），上號皇嘉門院。崇德天皇流放讚岐，聖子斷髮為尼，法名清淨慧。養和元年（1181年）十二月，聖子於九條殿驾崩。年六十一岁。葬在最勝金剛院。